# Fame (película de 2009)
Fame (Fama en España e Hispanoamérica) es una película juvenil musical estadounidense de 2009 y una nueva versión libre de la película de 1980 del mismo título. Fue dirigida por Kevin Tancharoen y escrita por Allison Burnett. Fue lanzado el 25 de septiembre de 2009 en los EE. UU., Canadá, Irlanda y el Reino Unido.

## Trama
La Escuela de Artes Escénicas de la ciudad de Nueva York es la mejor de su tipo para las personas que quieran destacar en música, baile y teatro. Se muestra la historia de los personajes principales, sus inseguridades, sus problemas desde el principio del primer año hasta el día de su graduación.

## Personajes
- Jenny Garrison: Estudiante de teatro, sumisa pero muy ambiciosa en lo que quiere, tiene 17 años y tiene un romance con Marco y sus mejores amigos son Joy y Kevin (el que se quiso suicidar). Siempre es presionada por los maestros Down y Rowan para que pueda superarse a ella misma y a sus inseguridades, en el segundo año en la escuela se deja llevar por su ambición por ser famosa, por lo que es infiel a Marco con Andy Matthews, un egresado de la misma escuela con un programa de televisión en progreso. Cuando Marco se entera, rompe con Jenny y hasta la graduación vuelven a estar juntos. Al final de la película, se muestra una nueva Jenny con seguridad y lista para enfrentar al mundo.

- Marco Amati: Estudiante de música, seguro y feliz en lo que hace, tiene un romance con Jenny y sus mejores amigos son Joy y Neil. Los maestros lo usan como ejemplo en las clases por tener un talento muy fresco y natural, lo que hace que Jenny se ponga celosa de su talento y seguridad. Al final de la película vuelve con Jenny después de la pelea que tuvieron.

- Denise Dupree: Estudiante de música, una pianista nata y una estudiante muy dedicada, al principio de la película ella se muestra como una estudiante excepcional y muy sumisa con sus demás compañeros. Todo cambia cuando conoce a Malik en la cafetería y después de una conversación la hace dudar acerca de su vocación como pianista clásica. Más tarde, el maestro Cranston le ofrece un puesto como pianista acompañante en la adaptación de la escuela de la obra musical Chicago donde Denise se muestra muy entusiasmada pero pelea con sus padres ya que estos no quieren que desenfoque sus estudios de piano clásico en cosas diferentes. Con tantas cosas en su cabeza, lo único que puede hacer es cantar y Malik y su amigo la escuchan, cuando se dan cuenta lo buena que es Denise cantando le ofrecen un puesto en su banda como cantante principal ya que Malik escribe las letras de las canciones y Victor produce. Empieza a cantar en secreto hasta que sus padres van a uno de sus conciertos y la aceptan como es. Al final de la película se muestra a Denise con una nueva meta en la vida como cantante profesional.

- Malik Washburn: Estudiante de teatro, un aspirante rapero y un joven muy problemático. Sus mejores amigos son Victor y Denise, el entró a la escuela sin comentarle nada a su madre. Es presionado por el profesor Down por el increíble potencial que tiene pero un dolor interno que no deja sacar su persona interior, la triste historia del pasado de Malik es que cuando era pequeño su hermano murió en una balacera en su barrio y desde entonces eso lo ha perseguido.

- Victor Tavares: Estudiante de música, excelente compositor y productor pero pésimo estudiante. A diferencia de Denise, Victor no es disciplinado en ninguna de sus clases y constantemente teniendo riñas con el maestro Cranston y cuestiona sus "métodos de enseñanza primitivos". Tiene un romance con Alice hasta que ella se va de la ciudad. Sus mejores amigos son Denise y Malik.

- Alice Ellerton: Estudiante de danza, disciplinada y arrogante bailarina, siempre está aburrida porque lo que hace en la escuela no le llena y dice que ella necesita más. Ella reconoce su talento y alardea con otros compañeros, ella logra entrar a la compañía Complexions ("La mejor compañía de baile del mundo") y con esto termina la corta relación que tuvo con Víctor usando la frase: "Todo mundo sabe que cuando la escuela acabe, todos se irán por su lado."

- Kevin Barret: Estudiante de danza, humilde y buen bailarín. Es presionado por la maestra Kraft para que mejore su técnica en baile antes de que los reclutantes a las compañías lleguen, cuando no entra a Complexions, Kevin trata de comitir suicidio saltando al carril de un metro cuando Jenny y Joy lo detienen. Al final de la película, Kevin regresa a su casa en Iowa con la esperanza de ser un excelente maestro.

- Neil Baczynsky: Estudiante de teatro, hiperactivo y un visionario cineasta. Neil tiene una gran oportunidad al ser contratado para dirigir un cortometraje independiente para una pequeña casa productora, después de conseguir el dinero de su padre para poder financiar su proyecto se entera de que todo es una estafa y el director no es verdadero, llevándose todo su dinero y dejándolo sin su sueño.

- Joy Moy: Estudiante de teatro, extrovertida y espontánea, tiene talento natural y es invitada al programa de Plaza Sésamo, dejando de prestar atención a la escuela, sus mejores amigos son Neil y Kevin.

## Reparto
El reparto principal está destacado en la página web oficial.
Estudiantes
- Kay Panabaker como Jenny Garrison.
- Collins Pennie como Malik Washburn.
- Asher Monroe como Marco.
- Paul Iacono como Neil Baczynsky.
- Naturi Naughton como Denise.
- Anna María Pérez de Taglé como Joy Moy.
- Paul McGill como Kevin Barrett.
- Kherington Payne como Alice Ellerton.
- Walter Pérez como Víctor Tavares.
- Kristy Flores como Rosie Martínez.

Maestros y personal
- Debbie Allen como Directora Ángela Simms.
- Charles S. Dutton como Sr. Alvin Dowd
- Bebe Neuwirth como Srta. Lynn Kraft
- Megan Mullally como Srta. Fran Rowan
- Kelsey Grammer como Sr. Joel Cranston

Otros personajes
- Cody Longo como Andy Matthews.
- Dale Godboldo como Ejecutivo de Música.
- Michael Hyatt como Sr. Washburn
- James Read y Laura Johnson como Sr. y Sra. Ellerton
- Julius Tennon y April Grace como Sr. y Sra. Dupree
- Howard Gutman como Sr. Baczynsky.
- Ryan Surratt como Eddie.
- Marcus Hopson como Face.

## Lanzamiento

### Recepción de la crítica
La película ha recibido críticas generalmente desfavorables de los críticos. Rotten Tomatoes informó que el 27% de los críticos de cine dio comentarios positivos sobre la base de 103 comentarios con una puntuación media de 4.5/10. Por su consenso general, llegan a la conclusión de que "Fame finalmente se deshace de su edición entrecortado, sus caracterizaciones incompletos, y su aparente deseo de apelar a la generación de High School Musical" Basado en 26 comentarios críticos incluidos en la muestra de Metacritic, le dio una puntuación media de 39% para la película.  En At the Movies, Michael Phillips dio a la película un Verlo mientras que A.O. Scott dio a la película un Evitarlo.

### Taquilla
La película se estrenó en el #3 detrás Cloudy with a Chance of Meatballs y el recientemente estrenado Surrogates con aproximadamente $10.011.682. La película ha recaudado $ 22.455.510 y $ 50.930.003 en el país en el mercado externo con un bruto internacional de 73.385.513 dólares, lo que lo convierte en un éxito de taquilla moderado.

## Banda sonora
La banda sonora fue lanzada el 25 de agosto de 2009. Cuenta con una mezcla de estándares americanos y piezas nuevas, escritas específicamente para la película. Incluido en la película original son la balada de piano «Out Here On My Own» y el tema del título (ambas cantada por  Irene Cara para la película original).
1. "Welcome to P.A." - Raney Shockne
2. "Fame" - Naturi Naughton
3. "Big Things" - Anjulie
4. "Ordinary People" - Asher Monroe
5. "This Is My Life" - Hopsin, Ak'Sent, Tynisha Keli & Donte "Burger" Winston
6. "Out Here on My Own" - Naturi Naughton
7. "Street Hustlin'" - Raney Shockne feat. Stella Moon
8. "You'll Find a Way" (Switch & Sinden Remix) - Santigold
9. "Can't Hide from Love" - Naturi Naughton & Collins Pennie
10. "Black & Gold" - Sam Sparro
11. "Back to Back" - Collins Pennie feat Ashleigh Haney
12. "I Put a Spell on You" - Raney Shockne feat. Eddie Wakes
13. "Get On the Floor" - Naturi Naughton & Collins Pennie
14. "Try" - Asher Monroe
15. "You Took Advantage of Me" - Megan Mullally
16. "Too Many Women" (Damon Elliott Remix) - Rachael Sage
17. "Someone to Watch Over Me" - Asher Monroe
18. "You Made Me Love You" - Raney Shockne feat. Oren Waters
19. "Hold Your Dream" - Kay Panabaker, Asher Monroe & Naturi Naughton

Además, un More Music From Fame y un álbum en solitario por Naturi Naughton titulado Fame Presents Naturi Naughton as Denise: Didn't I Tell You? fue lanzado en febrero de 2010.

## Tabla
| Año  | Lista                   | Máxima Posición |
| ---- | ----------------------- | --------------- |
| 2009 | Australian Albums Chart | 59              |